# Мухаммед Хади
Мухаммед Хади (литературное имя; настоящее имя Ага-Мухаммед Гаджи-Абдуссалим оглы; азерб. محمد هادی, Məhəmməd Əbdülsəlimzadə Hadi Şirvani; 1879, Шемаха — 1920, Гянджа) — азербайджанский поэт и публицист, основатель прогрессивного романтизма в азербайджанской литературе, имам Татарского конного полка.

## Биография

Барельеф Мухаммеда Хади в Шемахе

Мухаммед Хади родился в 1879 году в городе Шемахы, в квартале Сарыторпаг, в купеческой семье. Своё начальное образование он получил в мечети у моллы Сашадда. После он учился в школе отца Аббас Сиххата моллы Алиаббаса. Рано потеряв отца, Хади сам продолжает своё образование, выучив в совершенстве арабский и фарси. Кроме религии, Хади также обучился литературе, философии,  логике, а также тщательно изучил историю. Землетрясение 1902 года в Шемахе разрушило дом Хади. В поисках крова и работы Хади уехал в Кюрдамир, где некоторое время преподавал в школе, которую основал вместе с местным жителем Ага Эфенди. Наряду с преподавание постарался продолжить отцовское дело торговца, но не смог добиться успеха. В 1904 году принял участие в Закавказском съезде учителей в Тифлисе. В 1902—1906 годах, в то время как жил в Кюрдемире, он получал зарубежные газеты («Хаблул-метин» из Калькутты, «Сабах» из Стамбула, «Хаят» из Баку, «Тарджуман» из Бахчисарая) и тщательно прочитывал их.

### Литературная деятельность
Писать начал Хади в середине 1905 года. В 1906 году, по настоянию своего старого учителя и родственника Мустафы Лютфи, он переехал к нему в Астрахань. Мустафа Лютфи в то время издавал газету «Бурхани-Тарагги». В Астрахани Хади долго не задержался. В том же году вернулся в Баку, где работал в редакции журналов «Фиюзат» и «Иршад» и газет «Новая жизнь» и «Тарагги». В своей статье «Письмо из Гаджитархана», который был написан в 1906 года Хади вспоминает Мустафу Лютфи как «устади-мумтаз» (мастер слова), «смысл и спасенье моей материальной и духовной жизни».
В 1910 году Хади уехал в Турцию, где работал переводчиком восточных языков в редакции газеты «Тенин», но наряду с этим также печатался в ряде других газетах и журналах. Здесь он выступал против мусульманских порядков, в частности, против угнетения женщин. За это его отправили в ссылку в Салоники. Через некоторое время его вернули в Стамбул и отправляют в Баку. Ссылка пошатнула здоровье Хади, но он продолжал работать в газете «Игбал» и публиковать свои стихи.
После начала I мировой войны Мухаммед Хади, в составе мусульманской «Дикой Дивизии», уехал на фронт и до конца войны пребывал в Польше и Галиции.

### Смерть
После известных событий в России 1917—1918 годов, Хади вернулся в Азербайджан, где и умер в мае 1920 года в Гяндже.